# Lisco
Lisco è una CDP degli Stati Uniti d'America, situato nello Stato del Nebraska, nella Contea di Garden.